# 小淵沢温泉
小淵沢温泉（こぶちさわおんせん）は、山梨県北杜市小淵沢町にある温泉である。主に延命の湯を指すが、ここでは至近にある2源泉についても述べる。

## 概要
2025年現在、温泉施設は3箇所に点在し、それぞれで源泉が異なる。

### 延命の湯
小淵沢駅から直線1.7㎞、道の駅こぶちさわ（2004年開業）付属の宿泊および日帰り入浴施設「スパティオ小淵沢」内にある中性塩化物・炭酸水素塩・硫酸塩泉。パワースポットとして有名で、霊視能力の向上にも効果があるという言説もある。そのほか神経痛・腰痛症・五十肩・打撲などに効能がある。また施設前に足湯がある。

### アーティストの湯
小淵沢駅から直線2.6㎞、中村キース・ヘリング美術館の裏にある弱アルカリ性塩化物・硫酸塩泉。「ホテルキーフォレスト北杜（2015年オープン）」付属の離れ「AYUS VILLA MISEN」の露天風呂である。ホテルや美術館と同じく北川原温が設計した。にごり湯、加水かけ流しである。

### ロッジ・アトリエ源泉
小淵沢駅から直線2.6㎞、「ホテルキーフォレスト北杜」の向かいにあるホテル「ロッジ・アトリエ」（オープン時期は不明）で使われているアルカリ性ナトリウム塩化物泉。硫黄も多く含む。神経痛・慢性消化器病・やけどなどに効能がある。

## アクセス
公共交通機関
- 「スパティオ小淵沢」まで、中央本線小淵沢駅から（中央道小淵沢バス停付近からも乗車可能）北杜市民バスで8分。
- 「ホテルキーフォレスト北杜」まで、同バスで「道の駅こぶちさわ」下車、徒歩18分。

自家用車
- 中央自動車道小淵沢インターチェンジから3〜4分